# خطیب بغدادی
ابوبکر احمد بن علی بن ثابت خطیب بغدادی (۱۰۰۲–۱۰۷۱م) محدث، فقیه و مورخ مسلمان در سدهٔ پنجم هجری و از اعضای دارالحکمه بود. اثر مهم او تاریخ بغداد است.

## زندگی
پس از آموزش در بغداد برای آموختن حدیث به بصره، کوفه، نیشابور، ری، اصفهان، همدان و دینور سفر کرد.
در ابتدا حنبلی بود، پس از سفر به نهروان مذهب شافعی را ترجیح داد و به همین خاطر مورد بدبینی‌های اکثریت حنبلی ساکن بغداد قرار گرفت؛ بعدها به تعصب برضد حنبلی‌ها متهم شد.
در کلام متمایل به ابوالحسن اشعری بود. به مانند برخی از علمای اهل سنت، احادیثی در فضایل اهل بیت نقل کرده اما به برخی بزرگان شیعه مانند شیخ مفید ابراز دشمنی کرده‌است. بیشتر کسانی که شرح حالش را نوشته‌اند بر علم فراوان به ویژه در حدیث، تأکید کرده‌اند. ابن جوزی، از مخالفانش که سه کتاب در رد خطیب نوشته‌است، معتقد بود علم حدیث با او ختم شده‌است.
شهرت خطیب بغدادی به دلیل اثرش «تاریخ مدینةالسلام» یا همان «تاریخ بغداد» است که در حقیقت دانشنامه‌ای است که در آن شرح حال بیش از ۷۸۰۰ تن از علما و شخصیت‌ها (شامل زنان) را نوشته‌است. در این کتاب، به عنوان یک حدیث‌شناس، علاوه بر استادان افراد بر درستی حدیث‌هایشان نیز نظر داده‌است.